# Droga wojewódzka nr 146
Droga wojewódzka nr 146 (DW146) – dawna droga wojewódzka w woj. zachodniopomorskim o długości 31,4 km łącząca drogę nr 106 z drogę nr 147, wiodącą do miasta Łobez. Droga przebiegała przez powiat goleniowski i powiat łobeski, łącząc miasto Dobra i pośrednio Maszewo z Łobzem. Trasa podlegała Rejonowi Dróg Wojewódzkich w Stargardzie.
Zachodniopomorski Zarząd Dróg Wojewódzkich w Koszalinie określił ją jako drogę klasy Z.
Choć droga na całej długości pozbawiona została kategorii drogi wojewódzkiej na mocy uchwały 1932/19 Zarządu Województwa Zachodniopomorskiego z 12 listopada 2019 roku, nadal wymieniana jest w zarządzeniu Generalnego Dyrektora Dróg Krajowych i Autostrad regulującym wykaz dróg wojewódzkich oraz na stronie Zachodniopomorskiego Zarządu Dróg Wojewódzkich.

## Miejscowości leżące przy trasie DW146

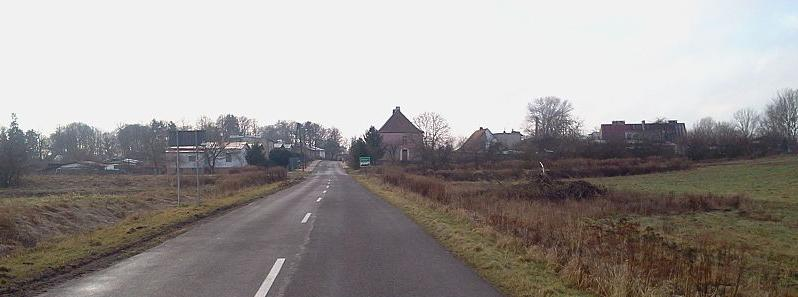
Droga wojewódzka 146 w Rekowie

- Jenikowo
- Wrześno
- Wojtaszyce
- Krzemienna
- Dobra
- Mieszewo
- Siedlice
- Rekowo
- Strzmiele